# Залевский, Владимир Николаевич
Владимир Николаевич Залевский  (15 июля 1918 — 5 июля 1943) — лётчик-истребитель, командир эскадрильи 157-го истребительного авиационного полка ВВС 4-й ударной армии Калининского фронта. Капитан. Герой Советского Союза.

## Биография
Родился 15 июля 1918 года на станции Деканская (ныне — в Соледаре Донецкой области) в семье крестьянина.
Окончил неполную среднюю школу. В 1937 году, по окончании Рабфака и местного аэроклуба, был призван в ряды Красной Армии. Окончил Чугуевское военное авиационное училище лётчиков в 1940 году.
С началом Великой Отечественной войны на фронте. В одном из боёв в районе Яблониц — Извоза был сбит и, находясь без сознания, попал в плен (считался без вести пропавшим). Вскоре, убив конвоира, бежал и с помощью партизан возвратился в свой полк.
К апрелю 1942 года командир звена 157-го истребительного авиационного полка (4-я ударная армия, Калининский фронт).
5 июля 1943 года капитан Залевский не вернулся с боевого задания на Курской дуге, был сбит в районе села Жигаловка Поныровского района.
Всего выполнил 320 боевых вылетов. Провёл 65 воздушных боёв, имел на своём счету 17 самолётов противника сбитых лично и 23 — в группе с другими пилотами.
Указом Президиума Верховного Совета СССР «О присвоении звания Героя Советского Союза начальствующему и рядовому составу Красной Армии» от 30 января 1942 года за «образцовое выполнение боевых заданий командования на фронте борьбы с немецкими захватчиками и проявленными при этом отвагу и геройство» удостоен звания Героя Советского Союза с вручением ордена Ленина и медали «Золотая звезда» (№ 1038).

### Семья
Отец — Николай Александрович Залевский, мать — Анна Акимовна Залевская.
Дочь - Галина 

## Награды
- Награждён ещё одним орденом Ленина (28.05.1942) и орденом Красного Знамени (09.07.1943, посмертно).